# 萨索尔
萨索尔有限公司(Sasol Limited.)是一家总部位于南非约翰内斯堡的一体化的能源和化工公司。在1950年，这家南非公司成立于萨索尔堡。它开发和商业化技术，包括合成燃料技术，并产生不同的液体燃料，化学制品和电力。
萨索尔公司的股票在南非证券交易所和纽约证券交易所上市。主要股东包括南非政府雇员养老基金，南非工业发展有限公司（IDC），艾伦·格雷投资顾问，加冕基金经理和投资资产管理等等。萨索尔公司全球雇员约30,400人，并在36个国家开展业务。它是在南非的最大的纳税企业。
2015年6月8日，总裁兼首席营运官，大卫·康斯特布尔(David Constable)宣布，在他的合同期满后2016年6月30日他将不会被更新他的合同，他将会从2016年7月过渡到顾问的角色。

## 业务
萨索尔公司拥有勘探，开发，生产，营销和销售业务在36个国家在世界各地，包括非洲南部，非洲的其他地区，美洲，欧洲，中东，北亚，东亚，东南亚，远东地区和澳大拉西亚。
萨索尔集团的结构分为四个专注企业集群：南非能源集群，国际能源集群，化工集群，和其他商业集群。

### 南非能源集群
南非能源群集有四个领域组成，即：萨索尔矿业, 萨索尔天然气, 萨索尔合成燃料，和萨索尔石油。
南非能源集群包括在其中萨索尔被创建时的业务。它提供大约南非内陆液体燃料需求的三分之一。2014年6月这个公司开始与埃尼成立合资公司，探索南非东海岸82,000公里2离岸的碳氢化合物。根据协议条款，埃尼公司收购勘探许可证40％权益，并交给经营权。

### 国际能源集群
国际能源集群由两部分组成，包括萨索尔合成燃料国际公司，和萨索尔石油国际公司。
国际能源集群是萨索尔公司国际化发展期望的驱动力。

### 化工集群
由萨索尔聚合物公司，萨索尔溶剂公司，萨索尔烯烃和表面活性剂公司，萨索尔蜡公司，萨索尔硝基公司，萨索尔Infrachem和Merisol公司而组成。
在南非，化工企业被整合的费托合成（Fischer–Tropsch process）价值链中。在南非之外，化工企业的运作的基础上向后整合到原料和/或竞争性的市场地位。

### 其他商业集群
萨索尔新能源公司开发和商业化新技术，以及实施和运营基于这些技术的设施，在发电和低碳能源和可再生能源的替代品追求增长。
萨索尔融资公司管理本集团的中央财政。
萨索尔科技公司专注于研发，技术管理和创新，工程服务和项目管理。

### 主要项目

#### 美国
提议的乙烷裂解装置和衍生物工厂和集成的天然气制油和化学品设施位于莱克查尔斯 (路易斯安那州)。它是路易斯安那州历史上最大的外国投资。 “一旦投产，这个世界级规模的石化项目将把在美国的公司化工生产能力增加大约三倍，使萨索尔公司进一步加强其在不断增长的全球化学品市场的地位。美国墨西哥湾沿岸地区的强大的基础设施运输和储存丰富，低成本乙烷是投资于美国的决策的主要驱动力“。乙烷裂解也将被六个化学品制造工厂所支持。
到2015年1月该项目进入全力建设。在2016年，萨索尔公司是开始建设一个气体-液体转换设施，将通过转换天然气产生柴油和其他液体多达96,000桶。当完成时，该项目将包括3,034英畝（1,228公頃）或约4.75英里。在高峰时期，该项目将创造5000建设就业机会和1200个长期就业机会，并花费$110亿至$140亿美元。

#### 卡塔尔
在卡塔尔的Oryx GTL工厂是萨索尔公司和卡塔尔石油公司的合资企业，于2007年启动。工厂生产每天超过32000桶（5100立方米/天）的天然气制油的柴油，天然气制油的石脑油和液化石油气的组合。

#### 乌兹别克斯坦
建议中的乌兹别克斯坦GTL项目是萨索尔公司，Uzbekneftegaz公司和马来西亚国家石油公司之间的伙伴关系。

#### 莫桑比克
萨索尔公司正在与电力公司EDM合作开发一座140MW的燃气发电厂。这个天然气项目于2004年投入运行，是萨索尔国际石油公司，国家碳氢化合物公司 （页面存档备份，存于）（ENH）和国际金融公司之间的合资公司协议。

## 技术

### 费托合成工艺
萨索尔浆相馏分（SPDTM）工艺将天然气转化为能源和化工产品，包括运输燃料，基础油，蜡，石蜡和石脑油。三阶段过程结合了三种专有技术。天然气与氧气结合形成合成气，然后进行费托转化，产生蜡质合成原油。 最后，这被破解以生产最终产品。
萨索尔浆相馏分（SPDTM）工艺的优势不仅仅体现在三组分技术的内在质量上，更重要的是它们如何组合和整合以提高效率和优化产量。 这一整合基于萨索尔60年合成燃料生产经验。通过天然气变油(GTL)和煤液化(CTL)技术生产的液体燃料是高性能，低排放的产品。合成的GTL柴油是一种环保型燃烧燃料，因为即使与欧洲无硫柴油相比，它也能减少一氧化碳，碳氢化合物和懸浮粒子，而不会影响氮氧化物的排放。

### 四聚化
1997年，萨索尔技术研究开发公司开始研究乙烯选择性三聚成为1-己烯。 这导致了6种三聚催化剂体系的发展和专利。 2002年取得了突破性的创新，发现了可以高选择性地制造1-辛烯的四聚催化剂。 这方面的国际专家认为这是不可能的。 路易斯安那州莱克查尔斯（Lake Charles）的这种第一个工厂正在建设中。 准备投入使用的日期是2013年8月。

## 参看
- 费托合成